# Riserva naturale Bosco de l'Isola
La riserva naturale Bosco de l'Isola è un'area naturale protetta situata nei comuni di Orzinuovi, Roccafranca, Torre Pallavicina e Soncino tra le provincie di Bergamo, Brescia e Cremona. La riserva è stata istituita con decreto della Regione Lombardia n° 196 del 28 maggio 1991.

## Descrizione
La riserva si estende per circa 2 km lungo l'Oglio ed è caratterizzata dalle frequenti onde di piena del fiume che modificano costantemente il territorio circostante, generando e cancellando gli isolotti ghiaiosi sui quali si può ammirare un'interessante vegetazione.

## Flora
La fisionomia delle zone boschive è assai varia. Le formazioni legnose sono composte dal salice bianco, dal pioppo nero, dall'ontano nero, dalla farnia e dall'olmo campestre.
Nel sottobosco arbustivo sono presenti prevalentemente le seguenti specie: il biancospino, il viburno, la sanguinella, il ligustro ocomune, il sambuco, il nocciolo, lo spino cervino, l'indaco bastardo, il prugnolo selvatico, il ranno spinello, il crespino, la rosa canina.
Nelle zone più umide troviamo il canneto, il tifeto e il cariceto.